# Gardermoen
Gardermoen is een plaats in de Noorse gemeente Ullensaker, fylke Akershus, en telt ongeveer 100 inwoners.
Luchthaven Oslo Gardermoen ligt ten oosten van de plaats.